# Leonor de Inglaterra, Condessa de Leicester
Leonor de Inglaterra (em inglês:  Eleanor; Gloucester ou Winchester c. 1215 - Montargis, 13 de abril de 1275) foi uma princesa de Inglaterra por nascimento, condessa de Pembroke pelo seu primeiro casamento com Guilherme Marshal, 2.º Conde de Pembroke, e condessa de Leicester pelo seu segundo casamento com Simão de Montfort, 6.º Conde de Leicester. Simão liderou a oposição dos nobres contra o rei Henrique III de Inglaterra, irmão de Leonor, durante a Segunda Guerra dos Barões, e por um tempo se tornou governante do país, até ser derrotado e morto ao lado do filho mais velho na Batalha de Evesham em 1265, pelo sobrinho da esposa, o futuro rei Eduardo I de Inglaterra.

## Família
Leonor foi a terceira filha, quinta e última criança nascida do rei João de Inglaterra e de sua segunda esposa, a condessa Isabel de Angolema. Ela recebeu o seu nome em homenagem à avó paterna.
Os seus avós paternos foram Henrique II de Inglaterra e a duquesa Leonor da Aquitânia. Os seus avós maternos foram Ademar, Conde de Angolema e Alice de Courtenay, irmã do imperador latino, Pedro II de Courtenay.
Por parte de mãe e pai teve quatro irmãos: o rei Henrique III, marido de Leonor da Provença; Ricardo, 1.º Conde da Cornualha, e rei dos Romanos, cuja primeira esposa foi Isabel Marshal, irmã de Guilherme, primeiro marido de Leonor; Joana, consorte do rei Alexandre II da Escócia, e Isabel, imperatriz consorte de Frederico II do Sacro Império Romano-Germânico.
Após a morte do pai, a mãe de Leonor se casou com Hugo X de Lusinhão e teve mais nove filhos, entre eles: Hugo XI de Lusinhão, casado com Iolanda da Bretanha, que tinha sido noiva de seu meio-irmão, Henrique III; Aymer de Valence, bispo de Winchester; Alice, esposa de João de Warenne, 6.° Conde de Surrey; Isabel, senhora de Beauvoir-sur Mer e de Mercillac; Guilherme de Valence, 1.° Conde de Pembroke, apoiou o rei contra a rebelião de Simão, foi casado com Joana de Munchesi, etc.
Além de meio-irmãos maternos, ela também teve vários meio-irmãos ilegítimos por parte de pai com diversas amantes.

## Biografia
Quando Leonor nasceu, o seu pai, João, estava em guerra contra os franceses, tendo Londres caído nas mãos dos franceses liderados pelo então príncipe e futuro rei Luís VIII de França, apoiado pelos barões ingleses em oposição ao reinado de João, durante a Primeira Guerra dos Barões. Também foi o ano em que o seu pai se viu obrigado a assinar a Magna Carta. Leonor nunca conheceu o pai, tendo ele morrido em 19 de outubro de 1216, no Castelo de Newark, em Nottinghamshire. Logo, o seu irmão, Henrique III, com a liderança de Guilherme Marshal, 1.º Conde de Pembroke, derrotou os rebeldes em 1217.
Acredita-se que Leonor tenha herdado a beleza e temperamento agressivo de sua mãe, Isabel.  Quando bebê, Leonor foi criada no agregado familiar de Pedro de Roches, bispo de Winchester, um dos apoiadores mais leais de seu pai,   onde o seu irmão Henrique residia desde 1212. Sua mãe, Isabel, agora viúva, retornou a França para tomar o controle de suas terras no condado de Angolema, em julho de 1217, e acabou se casando com Hugo X de Lusinhão, em 1220, que era o filho de seu antigo noivo, Hugo IX de Lusinhão, antes de ser tomada como esposa pelo rei João.

### Condessa de Pembroke
Em 1219, Leonor se tornou noiva de Guilherme Marshal, filho do Guilherme Marshal, 1.° Conde de Pembroke e e de sua esposa, Isabel de Clare, 4.° Condessa de Pembroke, que era neta materna do rei irlandês Diarmait mac Murchada, rei de Leinster. O primeiro conde de Pembroke havia servido ao irmão de Leonor como regente, além de ter servido ao seu pai e ao avô, Henrique II, e ao tio de Leonor, Ricardo I. O seu futuro sogro era conhecido pela sua reputação, íntegro e leal, tendo permanecido inabalável em sua lealdade pelo rei João durante a crise dos barões. Já o seu filho, o futuro marido da princesa, tinha sido feito refém pelo rei João entre 1207 a 1213, como uma garantia do bom comportamento de seu pai. Mais tarde, Guilherme, o filho, se juntou à rebelião dos barões e foi nomeado marechal das forças invasoras do príncipe Luís da França. No entanto, ele retornou a apoiar a causa monárquica quando Luís se recusou a lhe dar posse do Castelo de Marlborough, que havia pertencido ao avô de Guilherme, João FitzGilbert, marechal dos cavalos, que viveu durante o período turbulento da Anarquia.
Guilherme lutou ao lado do pai na Batalha de Lincoln, quando Luís foi expulso de sua base no sudeste da Inglaterra. Seguindo a morte de Guilherme, o pai, o seu filho sucedeu como conde de Pembroke e lorde marechal em 1219, e em 1220, após da mãe dele, herdou os senhorios de Leinster e Netherwent. Antes de seu noivado com Leonor, contudo, ele foi casado com Alice de Béthune, em 1214, porém ela faleceu pouco tempo depois, em 1216, sem deixar filhos.  
Em 23 de abril de 1224, a princesa, com cerca de 9 anos de idade, se casou com Guilherme, que já tinha 34 anos, na Igreja Templária, em Londres. O casamento foi acordado por ordem do Justiciar, Huberto de Burgh, Conde de Kent, e do legado papal, Pandolfo, como uma forma de garantir que Marshal permanecesse firmemente ao lado de Huberto, e para impedir que ele se casasse com uma noiva estrangeira. A união pôs um fim a três anos de indecisão, sobre se Leonor deveria se casar com um príncipe estrangeiro ou com um magnata inglês. Como dote, o seu irmão, Henrique, lhe deu dez mansões, confiscadas de um nobre francês, que já estavam sob a administração de Marshal.
O casamento não foi consumado imediatamente devido à sua tenra idade, e ela continuou a viver na corte do irmão, sob a tutela de Cecília de Sandford, até o ano de 1229, quando ela passou a morar com o marido. A condessa de Pembroke tinha entre 13 e 14 anos, na época, e passava o seu tempo viajando ao lado de Guilherme pela Inglaterra, França e Irlanda. Na data de maio de 1230, o conde tinha levado vinte cavaleiros consigo, na expedição de Henrique III até Poitou. Ele também levou Leonor consigo, provavelmente a mando do rei. Leonor ficou enjoada durante a viagem até a França, e o irmão ordenou que o navio fosse ancorado, para que ela tivesse tempo de se recuperar, e mandou que a frota seguisse sem eles.
Era possível que Henrique tivesse esperança de que a presença da irmã ajudasse a assegurar o apoio da mãe deles, Isabel, e o de seu segundo marido, Hugo, na sua expedição contra os franceses. Mãe e filha não se viam desde que Leonor era bebê, quando Isabel deixou a Inglaterra pelas suas terras francesas. Entretanto, a presença da princesa não obteve o efeito desejado pelo rei, e o casal não apoiou Henrique em seus esforços.
O conde e a condessa de Pembroke retornaram a Inglaterra em 1231, e Guilherme entregou o comando das forças inglesas a Ranulfo de Blondeville, 6.° Conde de Chester. Logo após a sua volta, o casal compareceu ao casamento de Isabel Marshal, irmã de Guilherme, com o irmão de Leonor, Ricardo, 1.º Conde da Cornualha. Porém, apenas uma semana após o casamento, o marido de Leonor faleceu em 6 de abril de 1231. A princesa, que ainda tinha apenas 15 ou 16 anos, ficou viúva, sem filhos do primeiro casamento. Além das dez mansões concedidas pelo seu irmão, ela tinha trazido consigo um dote de 200 libras. Segundo a lei da época, viúvas tinham o direito de reter um terço das propriedades do casamento, contudo, o condado de Pembroke passou para o irmão mais novo de seu marido, Ricardo Marshal, que tomou controle das terras e vendeu muitas delas, incluindo o dote da cunhada, para pagar as dívidas do falecido irmão. Devido a isso, Leonor lutou por muito tempo, para tentar recuperar o seu dote. 
Um ano após a morte de Guilherme, Ricardo ofereceu uma quantia de £400 por ano como uma forma de indenização. O rei Henrique III convenceu a irmã a aceitar a oferta, querendo encerrar de vez o assunto, e provavelmente ciente de que Leonor não iria conseguir uma quantia mais alta, apesar do fato de que as propriedades da família Marshal traziam uma renda de £3.000 por ano. Henrique serviu como fiador do acordo, porém, os pagamentos acabaram por ser esporádicos e não confiáveis, o que pode ter sido resultado do condado ter passado por quatro irmãos Marshal em sucessão entre os anos de 1232 a 1245, cada conde com prioridades diferentes e mais viúvas da famílias para pagar seus dotes.
Em meio ao luto e influenciada pela sua antiga governanta, Cecília de Sandford, que também tinha se tornado viúva há pouco tempo, Leonor fez um voto de castidade na presença de Edmundo de Abingdon, arcebispo da Cantuária, em 1234. Embora ela não tenha se tornado freira, o arcebispo colocou um anel em seu dedo, o que significava que ela era agora noiva de Cristo, assim, era esperado dela que permanecesse casta e virtuosa pelo resto de sua vida. Como resultado, o rei Henrique confiscou os estados da princesa, e o cunhado Ricardo, como herdeiro de seu marido, se apoderou de muitos de seus bens pessoais valiosos.
Leonor, então, se retirou para o Castelo de Inkberrow, em Worcestershire. Por toda a sua vida, a princesa foi conhecida pelos seus gastos extravagantes, o que levou a dívidas substanciais; Henrique lhe emprestava dinheiro, e fazia pagamentos esporádicos para reduzir as dívidas. Em 1237, o irmão lhe concedeu o Castelo de Odiham, em Hampshire, o qual se tornaria a sua residência principal.

### Condessa de Leicester
Depois de muito tempo vivendo como uma viúva casta, em algum momento após o meio da década de 1230, Leonor conheceu Simão de Montfort, possivelmente no casamento de Henrique e Leonor da Provença.  Ele era filho de Simão IV de Monforte, 5.° Conde de Leicester e de Alice de Montmorency. Segundo Matthew Paris, Simão estava atraído pela beleza e elegância de Leonor, assim como pela sua riqueza e nascimento nobre. Apaixonados, os dois receberam o consentimento do rei para se casar, apesar dos votos de castidades da princesa, porque Simão tinha, alegadamente, seduzido a jovem. O casamento ocorreu em 7 de janeiro de 1238, na capela privada do rei, Capela de São Estêvão, no Palácio de Westminster.  
Dois meses depois, o casamento se tornou conhecimento público. No entanto, o outro irmão de Leonor, Ricardo, Conde da Cornualha, alegou que o casamento não era válido, pois não havia sido aprovado pelos barões. Já o arcebispo Edmundo condenou a união, devido ao voto que outrora Leonor tinha feito. Os nobres, por sua vez, protestaram contra o casamento da princesa com um estrangeiro de posição social modesta.  Para acalmar os barões, que reclamavam há muito de favoritismo por parte do rei, Henrique III manteve Simão fora do conselho do rei.  Como solução para a situação complicada em que se encontravam, Simão se viu forçado a fazer uma peregrinação a Roma a fim de obter a aprovação do Papa para o casamento. Leonor, grávida, permaneceu na Inglaterra, foi enviada ao Castelo de Kenilworth por Henrique, enquanto o marido viajava para a Itália. Em 23 de abril de 1238, o rei, que continuou a zelar pela irmã durante a década de 1230, perdoou uma dívida da irmã de muito tempo, e dois dias depois, lhe enviou cinco barris de vinho de Southampton. Durante o verão, enviou mais presentes, tais como carne de veado e madeira para as suas mansões.
Tendo obtido a aprovação do Papa Gregório IX, após o pagamento de quantia considerável às autoridades papais, Simão retornou em outubro de 1238, com tempo de sobra para presenciar o nascimento do primogênito do casal, Henrique, assim batizado em homenagem ao tio materno, em novembro,  que correu para visitar a irmã pela ocasião do nascimento do sobrinho.

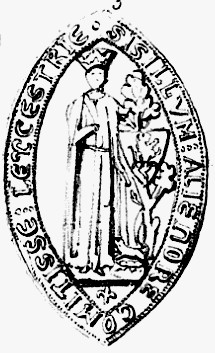
Selo da condessa de Leicester.

Leonor e Simão mantiveram um bom relacionamento com Henrique, no início do casamento. Em janeiro de 1239, o monarca ordenou que o dote da irmã fosse pago ao seu novo marido, o que sinalizava o começo de um série de favores concedidas ao casal. No mês seguinte, em fevereiro de 1239, Simão foi investido como conde de Leicester.  Além de agir como conselheiro do rei, ele também foi nomeado um dos nove padrinhos do príncipe Eduardo, filho mais velho e herdeiro de Henrique III.  Nesta época, Leonor retornou à corte pela primeira vez desde o seu casamento.
Contudo, os favores não duraram por muito tempo. Em agosto, durante a ocasião das graças da rainha pelo nascimento de um herdeiro na igreja, o rei, que aparentemente estava enfurecido devido às dívidas do casal e porque Simão tinha usado o nome do rei como garantia para o dinheiro que havia prometido às autoridades papais com o objeto de obter aprovação para o casamento, alegou que Simão tinha seduzido a sua irmã, e que ele apenas permitiu o casamento para evitar um escândalo.
Em conflito com Henrique, os dois partiram para o continente europeu. Simão retornou brevemente a Inglaterra em 1239, sendo bem recebido pelo rei, porém, no ano seguinte, em 1240, ele partiu numa Cruzada para a Terra Santa, após conseguir dinheiro de suas propriedades inglesa para tal objetivo. Leonor não retornou ao país natal, mas o marido trouxe consigo o filho, Henrique, antes de partir para a cruzada. Enquanto o marido estava fora, ela deu à luz seu segundo filho, também chamado de Simão, em abril de 1240. Embora não se saiba ao certo qual era a residência da condessa durante esse período, é possível que estivesse morando na cidade de Montfort, onde se localizava a residência da família do marido, ou, talvez, Leonor estivesse com a sua mãe, Isabel, em Angolema, também na França.
Com o retorno do marido da cruzada, o casal voltou junto para a Inglaterra, e Simão se juntou ao cunhado na campanha contra o rei francês, em 1242. A rainha e as mulheres da corte seguiram os homens até a França, assim como Leonor, presumivelmente, quando ela teve outro filho, Amalrico, nascido em 1242 ou 1243.
Durante os anos seguintes, o conde de Leicester serviu o seu cunhado real de várias maneiras: lutando ao lado de Henrique no País de Gales, agindo como seu representante na região da Gasconha, realizando missões diplomáticas na França e Escócia, além de defender o rei contra o descontentamento de seus súditos no final da década de 1250. Durante esses anos, a principal residência da condessa Leonor foi no Castelo de Kenilworth, embora ela viajasse com o marido por vezes, como quando a sua filha, Joana, nasceu na cidade francesa de Bordéus. Juntos, o casal teve sete filhos ao todo, cinco meninos e duas meninas.

### Guerra dos Barões
Durante muito tempo, o rei continuava a atrair a oposição dos barões devido a vários fatores. A sua esposa, Leonor de Provença, filha de Raimundo Berengário IV da Provença e de Beatriz de Saboia, possuía diversos parentes maternos da família Saboia que foram para a Inglaterra, e que serviram ao rei em altos cargos na política, como os seus tios Pedro II de Saboia, que serviu como diplomata e foi feito conde de Richmond, e Bonifácio, que se tornou arcebispo de Cantuária. Além deles, em 1247, os meio-irmãos maternos de Leonor e Henrique, da família Lusinhão, se mudaram para a Inglaterra e competiram por terras e promoções com os parentes da rainha. Os parentes do monarca receberam, assim, terras às custas dos nobres ingleses. De 1236 a 1258, o rei teve vários conselheiros, oscilando entre o irmão Ricardo, e os meio-irmãos da família Lusinhão, o que causou grande desgosto para os barões. Além disso, eles tiveram de lidar com as exigências do rei por fundos extras, os métodos de governo de Henrique, e uma fome nacional. O líder da oposição era ninguém menos que o próprio marido de Leonor, que desejava reafirmar a Magna Carta, e forçar o rei a ceder mais poder aos barões. Tudo isso culminou, em 1258, na assinatura pelo rei das Provisões de Oxford, concordando com um conselho de barões e um parlamento a ser reunido a cada três anos. Apesar disso, a guerra civil era iminente e inevitável, e Simão se juntou aos opositores, fugindo para a França em 1262, apenas retornando no ano seguinte, em 1263. Em 1264, a guerra finalmente explodiu. 
Em 1264, na Batalha de Lewes, o rei e o príncipe Eduardo foram derrotados e capturados. Henrique se viu obrigado a convocar o parlamento, e prometeu governar com o conselho do conselho de barões, passando a ser apenas uma figura simbólica. Simão, então, se tornou o governante de facto do país. Montfort ampliou a representatividade parlamentária para que incluísse grupos além da nobreza, membros de cada condado da Inglaterra, e de muitas cidades importantes. 
No começo do novo regime, a base de Leonor era o Castelo de Odiham, em Hampshire, onde ela agiu como um centro de comunicação entre o marido e os filhos, conforme eles tomavam controle de áreas importantes do país, enquanto mantinha contato com os apoiadores de Montfort, inclusive os Bispos de Lincoln e Worcester, e abrigava prisioneiros, tais como o monarquista Sir Roberto de Brus. A condessa também apareceu ao lado do marido na corte de Natal no Castelo de Kenilworth, no ano de 1264. Porém, até 19 de fevereiro de 1265, ela se encontrava em Wallingford; no dia 21 estava em Reading, logo retornando para a sua residência principal em Odiham. 
Sobre sua personalidade, Leonor parece ter sido assertiva, diferente do modelo de mulher medieval obediente, dócil e submissa, ideal que era celebrado na sua época. Uma carta endereçada a condessa pelo teólogo Adam Marsh, com quem trocava várias cartas, a aconselhava a deixar as brigas de lado e agir com espírito de moderação ao aconselhar o marido.
Ao saber que o príncipe Eduardo havia escapado em 28 de maio de 1265, Leonor rapidamente seguiu para o Castelo de Dover, de onde ela esperava influenciar os Cinque Ports (a confederação dos cinco portos de Hastings, Romney, Hythe, Sanwich e Dover).  Registros sobreviventes da época mostram que a sua jornada foi apressada; Leonor deixou Odiham, viajando a noite toda até chegar em Porchester na manhã seguinte, onde permaneceu até o dia 12 de junho, tendo chegado a Wilmington no dia 13; a princesa logo estava a caminho de Wilchelsea no dia 14, e chegou em Dover no dia seguinte, onde tomou controle do castelo. 
Seguindo a sua fuga do cativeiro príncipe Eduardo, sobrinho de Leonor, liderou os soldados leais ao rei na Batalha de Evesham, em 4 de agosto de 1265, a qual resultou na morte de Simão de Montfort e de seu filho mais velho, Henrique. O corpo de Simão foi brutalmente mutilado, e as partes do corpo que pude ser encontradas foram enterradas debaixo do altar da Abadia de Evesham. Nos anos que se seguiram à morte do líder, o túmulo de Montfort foi frequentemente visitado por peregrinos até que Henrique III ficou sabendo disso. Ele declarou que o antigo cunhado não merecia ser enterrado em solo sagrado, e os seus restos mortais foram sepultados debaixo de uma árvore.
Após a morte do marido, Leonor optou por continuar a luta, ao invés de render o castelo. Em julho, a condessa de Leicester já tinha reforçado as defesas da fortaleza com uma máquina de cerco e a ajuda de um engenheiro, mas agora, o seu foco estava em usar a localização do castelo para proteger o resto de sua família. Por exemplo, ela pagou as dívidas de seu filho mais novo, Ricardo, antes de transportá-lo para Dover a caminho do continente europeu, além de ter enviado 11.000 marcos em dinheiro para a França, para ser usado pela família. A vida no castelo também se tornou mais difícil; a comida, não era mais comprada, e sim obtida por meio de ataques.
Segundo relatos de crônica, em outubro de 1265, 14 prisioneiros leais ao rei que estavam sendo mantidos na grande torre do Castelo de Dover convenceram os guardas a libertá-los, e fortificaram a torre contra Leonor. Ao ouvir sobre o ocorrido, o príncipe Eduardo cercou o castelo. Atacada por dentro e por fora, Leonor negociou um acordo pelo qual ela seria exilada para o continente europeu, todos os bens no castelo, exceto por roupas pessoais e armas seriam entregues ao rei, e os apoiadores da condessa seriam perdoados. Uma evidência do sucesso das negociações se dá pelo fato de que pelo menos um dos homens com ela em Dover, o condestável Sir John de La Haye, teve suas terras restauradas em sua posse, logo em novembro daquele ano. 
Exilada, a princesa inglesa deixou o seu país natal em 28 de outubro de 1265, a caminho da França. Lá, ela se tornou uma freira na Abadia de Montargis, que havia sido fundada pela sua cunhada, Amícia de Montfort. Conforme os termos do acordo feito com Henrique, ela recebeu uma pensão anual de 500 libras provenientes de suas terras de viúva, e provisão financeira para Simão, o jovem, agora herdeiro do pai. Porém, Leonor ainda não estava satisfeita, e continuou a negociar, até, conseguir, eventualmente, outro acordo para si e seus filhos. Mesmo assim, ela continuou a fazer reivindicações financeiras, até, pelo menos, o ano de 1273.
A condessa Leonor faleceu como uma freira em 13 de abril de 1275, com aproximadamente 60 anos de idade, e foi enterrada em Montargis.

## Descendência
- Henrique de Montfort (novembro de 1238 – 4 de agosto de 1264), foi morto na Batalha de Evesham. Não se casou e nem teve filhos;
- Simão VI de Montfort (abril de 1240 – 1271), após a batalha em que seu pai e irmão foram mortos, fugiu para a Itália. Em Viterbo, ele e o irmão, Guido, encontraram o seu primo, Henrique de Almain, a quem culpavam pela morte do pai, e o assassinaram, ato pelo qual foram excomungados. Não se casou e nem deixou filhos;
- Amalrico de Montfort (1242/1243 – 1301), foi nomeado cânone e tesoureiro da Catedral de Iorque, em 1265. Ele e a irmã, Leonor, foram capturados sob as ordens de seu primo, o rei Eduardo I, quando estavam a caminho do País de Gales, após o casamento por procuração de Leonor e do príncipe Llywelyn ap Gruffydd;
- Guido de Montfort (1244 – 1291), foi gravemente ferido e capturado na Batalha de Evesham. Na Itália, passou a servir Carlos I, Conde de Anjou, se destacando na Batalha de Tagliacozzo, se tornando assim o conde de Nola. Em Viterbo, ele e o irmão, Simão, encontraram o seu primo, Henrique de Almain, a quem culpavam pela morte do pai, e o assassinaram, ato pelo qual foram excomungados. Acabou morrendo numa prisão na Sicília. Foi casado com Margarida Aldobrandeschi, com quem teve duas filhas: Anastácia, que foi uma ancestral direta de Jacquetta de Luxemburgo, mãe de Isabel Woodville, consorte do rei Eduardo IV de Inglaterra, e Tomásia;
- Joana, que nasceu e morreu entre 1248 e 1251;
- Ricardo (m. após 1265), sabe-se que fugiu para o País de Gales após 1265;
- Leonor de Montfort, Princesa de Gales (1252 – 19 de junho de 1282), ela e o irmão, Amalrico, foram capturados sob as ordens de seu primo, o rei Eduardo I, quando estavam a caminho do País de Gales, após o casamento por procuração da princesa e do príncipe Llywelyn ap Gruffydd. Leonor ficou presa até 1278, quando foi assinado o Tratado de Aberconwy. Ela foi mãe da princesa Gwenlian de Gales, que também foi capturada por Eduardo I em meio a sua Conquista de Gales, e permaneceu cativa por 54 anos até sua morte.